# 滨海贝尔韦代雷
滨海贝尔韦代雷（義大利語：Belvedere Marittimo）是意大利科森扎省的一个市镇。总面积37平方公里，人口9410人，人口密度254.3人/平方公里（2009年）。ISTAT代码为078015。